# Ukmergė
Ukmergė (Pools: Wiłkomierz, Duits: Wilkomir) is een plaats in het oosten van Litouwen aan de Šventoji. De stad ligt in het district Vilnius en is de hoofdplaats van de gelijknamige gemeente Ukmergė.
De oudste vermelding van Ukmergė dateert uit het jaar 1336. In 1486 kreeg Ukmergė stadsrechten. De stad heeft een middeleeuwse burcht.